# Can Carreras (Barcelona)
Can Carreras, coneguda antigament com a Mas Sala, és una masia del barri de la Guineueta de Barcelona, inclosa a l'Inventari del Patrimoni Arquitectònic de Catalunya.

## Història
Al segle xviii pertanyia a Maria Lluïsa de Carreras i de Gatxapay, que la va rebre en herència de la seva àvia Ramona Talavera i Rossell, vídua de Miquel de Carreras i Bertran, i la va llogar a diferentes pagesos.
El 1880, una part de la finca, que limitava amb l'actual passeig de Valldaura, la plaça de Karl Marx i, pel sud, amb el torrent de Can Peguera, amb una extensió d'uns 55.000 m², fou venuda per a la construcció de l'Institut Mental de la Santa Creu. L'any 1914, els masovers Josep Mompart i Rita Estadella hi conreaven hortalisses, que venien als mercats de Sant Andreu i Sarrià, a més de vinya i garrofes. Era una terra molt productiva gràcies a la mina que, procedent de Collserola, hi arribava passant per Can Guineueta.
Durant la Guerra Civil, les terres van ser col·lectivitzades, i el 1946, els hereus del fabricant de paper Lluís Guarro i Casas en van vendre una bona part a la vídua del terratinent Anselm Riu, Mercè Nuet, que els va parcel·lar, donant lloc al barri de can Carreras, ja desaparegut. Actualment, hi viuen algunes famílies.

## Descripció
Edifici de planta baixa, un pis i golfes. La façana principal es veu modificada però la part posterior conserva encara l'aspecte abacial. Algunes de les antigues finestres han estat canviades per altres de modernes amb muntants d'alumini, desfigurant el conjunt ja prou malmès.